# Alchemy Stars
Alchemy Stars (укр. Алхімічні зірки; кит. 白夜極光, піньїнь: Báiyè Jíguāng, акад. Байє Дзіґван, буквально «Біла нічна Аврора»), також відома у США як Alchemy Stars: Aurora (укр. Алхімічні зірки: Аврора) — китайська тактична рольова мобільна відеогра, розроблена Tourdog Studio та видана Tencent Games. Ця гра використовує бізнес-модель free-to-play, але має внутрішній магазин з власною валютою, яка може бути придбана за реальні гроші, і її основою є система ґачі. Відеоігровий проєкт був випущений у всьому світі 17 червня 2021 року для мобільних пристроїв — Android та iOS.

## Ігровий процес
У відеогрі гравці створюють команди з п'яти персонажів, кожен з яких асоціюється з однією з чотирьох стихій. У покрокових бойових етапах гравці проводять цих персонажів по шляхах з якомога більшої кількості з'єднаних клітинок однієї стихії. Залежно від довжини шляху, сила і дальність атаки персонажів може збільшуватися. Персонажі також можуть активувати здібності, щоб впливати на поле бою перед своїм ходом, включаючи зміну стихій клітинок, телепортацію або зцілення. Більшість етапів виграються, коли гравець успішно знищує всіх ворогів за певну кількість ходів. Однак, цілі деяких етапів можуть бути іншими, наприклад, вижити певну кількість ходів проти нескінченної хвилі ворогів, або прокласти шлях до певної клітинки, щоб покинути мапу.
Поза боєм гравці можуть розбудовувати свою базу, взаємодіяти з персонажами та підвищувати їхній рівень. На колосі гравці можуть збільшувати свою спорідненість з окремими аврорійцями або збирати матеріали, щоб покращити свої показники. У Хмарних садах гравці беруть під контроль свого Навігатора на невеликій, повністю 3D-карті, і можуть збирати матеріали за допомогою мініігор, таких як риболовля, рубання дров і збір руди для побудування власної бази.

## Сюжет
Дія Alchemy Stars відбувається в Астрі, світі, відмінному від нашого, населеному людьми, відомими як аврорійці, які постійно борються зі злими істотами, що називаються затемниками. Інша група, відома як небожителі, мала особливі здібності, які дозволяли їм літати на гігантських розумних дирижаблях, відомих як колоси, і мали екстрасенсорні здібності, що дозволяли їм зв'язуватися один з одним. Однак, одного разу небожителька, на ім'я Шуммер продала свій дім затемникам в обмін на владу, що призвело до того, що майже всі небожителі були вбиті.
Гравці беруть на себе роль Навігатора (ім'я гравця в грі), вцілілого представника раси небожителів, який провів близько 17 років, переховуючись від затемників у колосі, на ім'я Сороз. Коли аврорійка, на ім'я Вайс та двоє її товаришів натрапляють на колос під час боротьби із затемниками, Навігатор використовує свою силу, щоб допомогти Вайс перемогти ворогів і незабаром опиняється в центрі війни проти них, в якій беруть участь кілька фракцій аврорійців з різними цілями.

## Персонажі
Станом на березень 2023 року в грі налічується 170 персонажів, за яких гравець може грати. Персонажі діляться за рідкістю (2-6), класом (підривник, помічник, перетворювач, снайпер) та стихією (вогонь, вода, блискавка, ліс).

## Розробка
Музику до гри написав Асамі Тачібана. Пісню-тему «White Midnight» (яп. 白夜; укр. Коротка ніч) написала і виконала японська співачка Реол. Кількість попередніх реєстрацій на гру перевищила мільйон ще до її виходу. Гра вийшла в японській та англійській версіях 17 червня 2021 року.
Глобальному запуску Alchemy Stars сприяв розіграш доступу до аніме-сайту Crunchyroll та інших призів. Tencent Games також організувала конкурс ілюстрацій на Pixiv, доручивши Сьоко Накаґаві та іншим художникам підтримати конкурс.

## Огляди
Hardcore Droid похвалили ігровий процес і сюжет Alchemy Stars, але зазначили, що гравці можуть вважати ці елементи нудним. Станом на вересень 2021 року гра перевищила 10 мільйонів завантажень.